# Backslash
Der Backslash (englisch, zusammengesetzt aus: back = rückwärts und slash = Schrägstrich), auch Rückstrich genannt, seltener Rückschlag,  Gegenschrägstrich, Rückschrägstrich,  „linksseitiger“, „umgekehrter“ oder „rückwärtiger Schrägstrich“, ist das Schriftzeichen „\“.

## Allgemeines
Der Backslash befindet sich auf der deutschen Tastatur auf derselben Taste wie das ß (Eszett) und kann mit der Tastenkombination Alt Gr + ß erzeugt werden. Auf der Schweizer Tastatur befindet er sich beim Zeichen <. Bei einer Apple-Tastatur unter Mac OS bzw. macOS wird er, neben anderen Optionen und unter Verwendung einer passenden (z. B. deutschen) Tastaturbelegung, über die Kombination Alt + ⇧ + 7 erreicht.
Unter DOS und Windows ist er das Trennzeichen von Verzeichnissen in einer Pfadangabe; unter koreanischer Locale wird das Trennzeichen allerdings als ₩ (Wonzeichen) bzw. unter japanischer Locale als ¥ (Yen-Zeichen) anstelle von \ dargestellt. Außerdem steht \ auch für das Stammverzeichnis unter DOS und Windows. Die Kombination \\ wird in UNC-Pfaden verwendet.
In einigen Programmiersprachen, wie C, C++ und artverwandten wird der Backslash als Escape-Zeichen benutzt, um spezielle Zeichen darzustellen (zum Beispiel „\n“ für einen Zeilenumbruch. Oder um ein Anführungszeichen vor dem Compiler zu maskieren \"), und unter Visual Basic führt er eine Ganzzahldivision durch. In der Unix-Shell und einigen anderen zeilenorientierten Programmiersprachen wird der Backslash benutzt, um Sonderzeichen zu maskieren. So wird zum Beispiel am Ende einer Zeile der Zeilenumbruch durch die Eingabe maskiert und dadurch mehrere Textzeilen zu einer logischen Zeile vereinigt. In Haskell wird der Backslash wegen seiner Ähnlichkeit zum griechischen Buchstaben Lambda (λ) zum Auszeichnen einer Anonymen Funktion, auch als Lambda-Funktion oder Lambda-Ausdruck bezeichnet, verwendet.
Die Aufnahme in den ASCII-Standard (Position 92 dezimal) wurde von Bob Bemer vorgeschlagen. Der Backslash dient als Trennzeichen, da er selten in Texten vorkommt.
In der Mengenlehre dient ein Backslash als Symbol zum Bilden einer Differenzmenge. {\displaystyle A\setminus B} bedeutet beispielsweise „A ohne B“. In Unicode gibt es für das Differenzmengenzeichen das eigene Zeichen U+2216 (Set Minus) „∖“.

## Darstellung in Computersystemen
| Name                                      | Zeichen | Unicode  | Unicode                                               | HTML        | HTML    | TeX          | TeX            |
| Name                                      | Zeichen | Position | Name                                                  | hexadezimal | dezimal | plain TeX    | LaTeX          |
| ----------------------------------------- | ------- | -------- | ----------------------------------------------------- | ----------- | ------- | ------------ | -------------- |
| Backslash                                 | \       | U+005C   | Reverse solidus                                       | &#x005C;    | &#92;   | $\backslash$ | \textbackslash |
| Backslash als kombinierendes Zeichen      | ◌⃥       | U+20E5   | Combining reverse solidus overlay                     | &#x20E5;    |         |              |                |
| Differenzmengenzeichen                    | ∖       | U+2216   | Set minus                                             | &#x2216;    | &#8726; | \setminus    |                |
| Diagonaler Strich links oben–rechts unten | ╲       | U+2572   | Box drawings light diagonal upper left to lower right | &#x2572;    |         |              |                |
| Operator Backslash                        | ⧵       | U+29F5   | Reverse solidus operator                              | &#x29F5;    |         |              |                |
| Backslash mit Querstrich                  | ⧷       | U+29F7   | Reverse solidus with horizontal stroke                | &#x29F7;    |         |              |                |
| Großer Backslash                          | ⧹       | U+29F9   | Big reverse solidus                                   | &#x29F9;    |         |              |                |
| Kleiner Backslash                         | ﹨      | U+FE68   | Small reverse solidus                                 | &#xFE68;    |         |              |                |
| Vollbreiter Backslash                     | ＼      | U+FF3C   | Fullwidth reverse solidus                             | &#xFF3C;    |         |              |                |

### Backslash im Öffentlichen Personennahverkehr
Im öffentlichen Personennahverkehr bestimmter Städte dient ein der Liniennummer nachgestellter Backslash zur Kennzeichnung von sogenannten durchgestrichenen Linien. Dies gilt insbesondere bei älteren Matrix- beziehungsweise Flip-Dot-Anzeigen, welche die eigentlich gemeinte Durchstreichung der Liniennummer aufgrund ihrer groben Bildauflösung nicht darstellen können. Ein Beispiel hierfür ist die belgische Stadt Lüttich.